# Перцовський Марк Наумович
Марк Наумович Перцовський (рос. Марк Наумович Перцовский) — радянський актор театру і кіно. Народний артист РРФСР (1980). Лауреат Сталінської премії першого ступеня (1951).

## Біографія
Народився 27 серпня (9 вересня) 1906 року в Харкові. У 1922-1926 роках грав у театрі при Будинку Червоної Армії в Тифлісі. У 1926-1927 роках навчався в студії Ю. А. Завадського в Москві. У 1927-1930 актор Бакинського ТРАМу, в 1930-1932 роках — Бакинського робочого театру.
З 1932 року актор ЦАТРА.
М. Н. Перцовський помер 26 лютого 1993 року. Похований в Москві на Троєкуровському кладовищі.

## Фільмографія
- 1955 — «Мексиканець»
- 1957 — «Ленінградська симфонія»
- 1962 — «Грішний янгол»
- 1975 — «Фініст — Ясний Сокіл»